# Wredenhagen

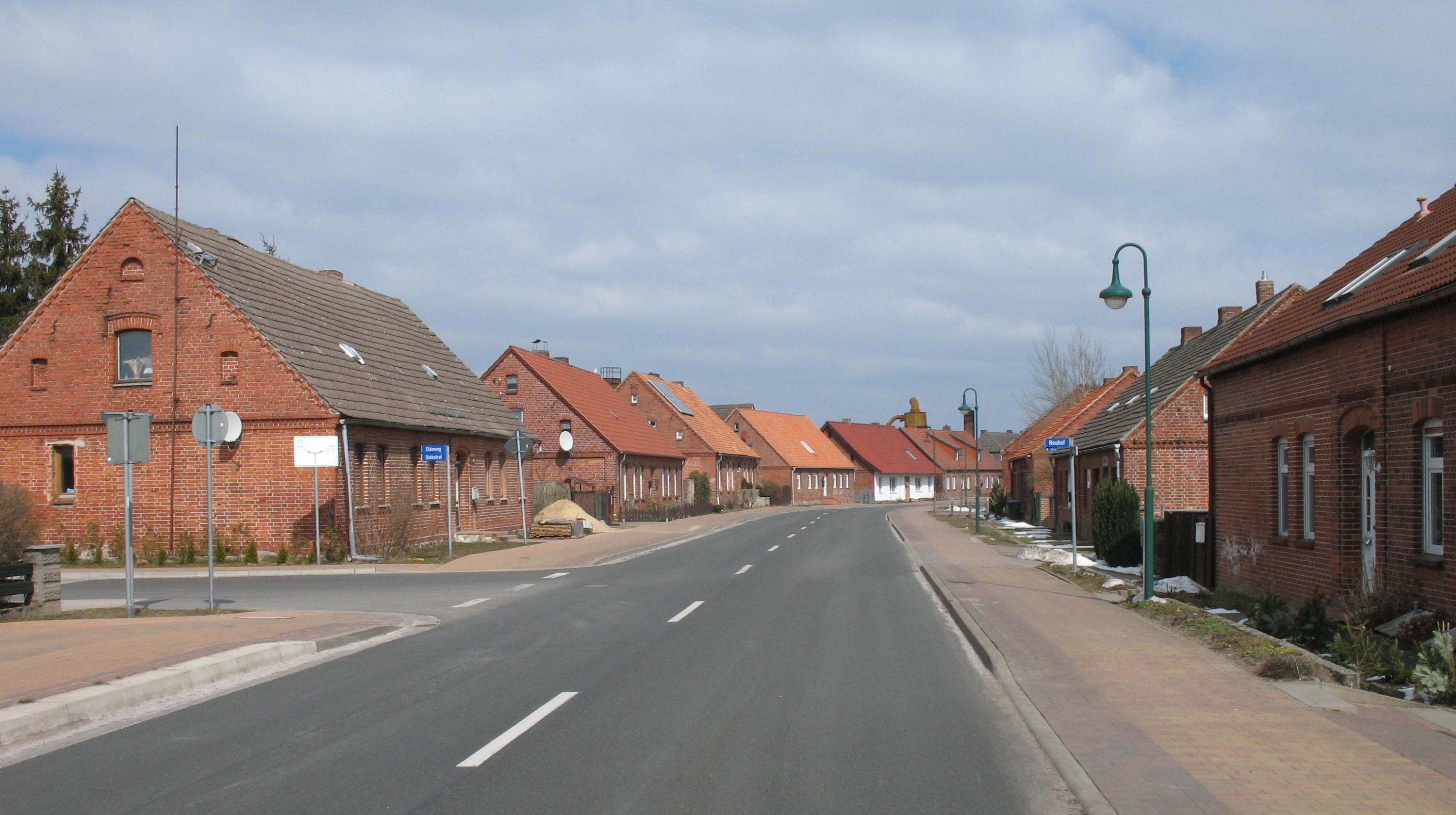

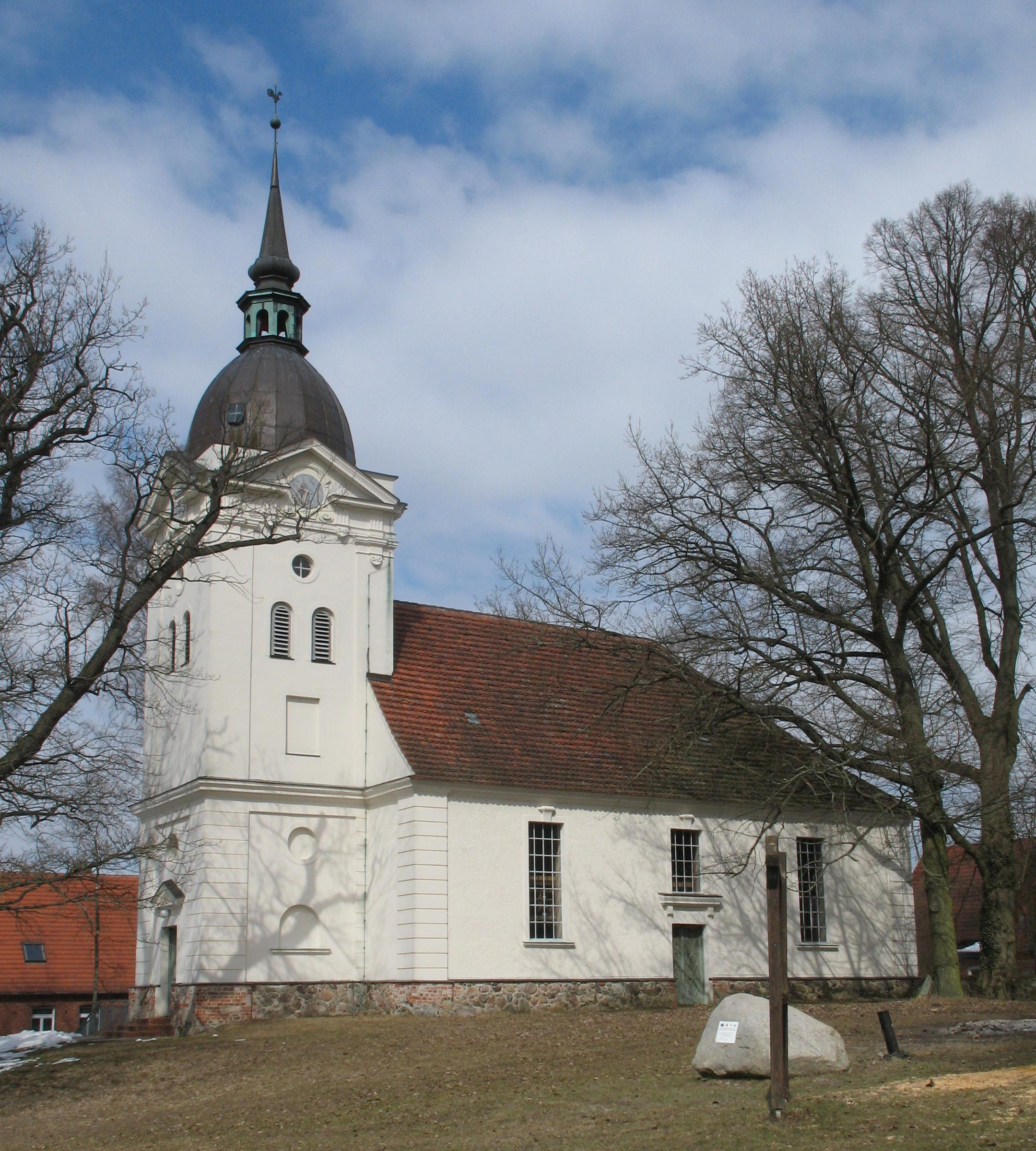
Nhà thờ

Wredenhagen là một đô thị tại huyện Mecklenburgische Seenplatte (trước thuộc huyện Müritz), bang Mecklenburg-Vorpommern, miền bắc nước Đức.

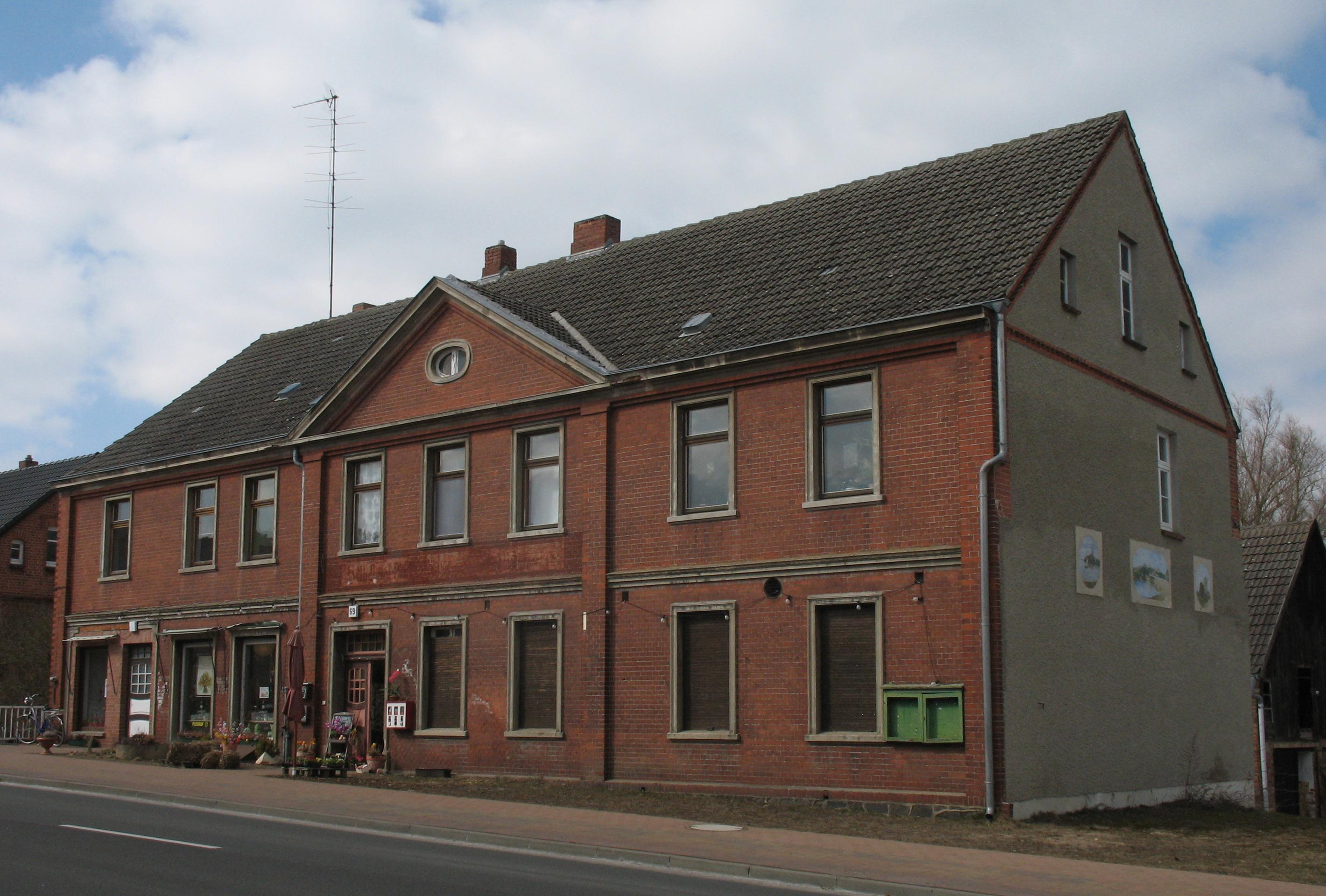
Dorfstr. 69
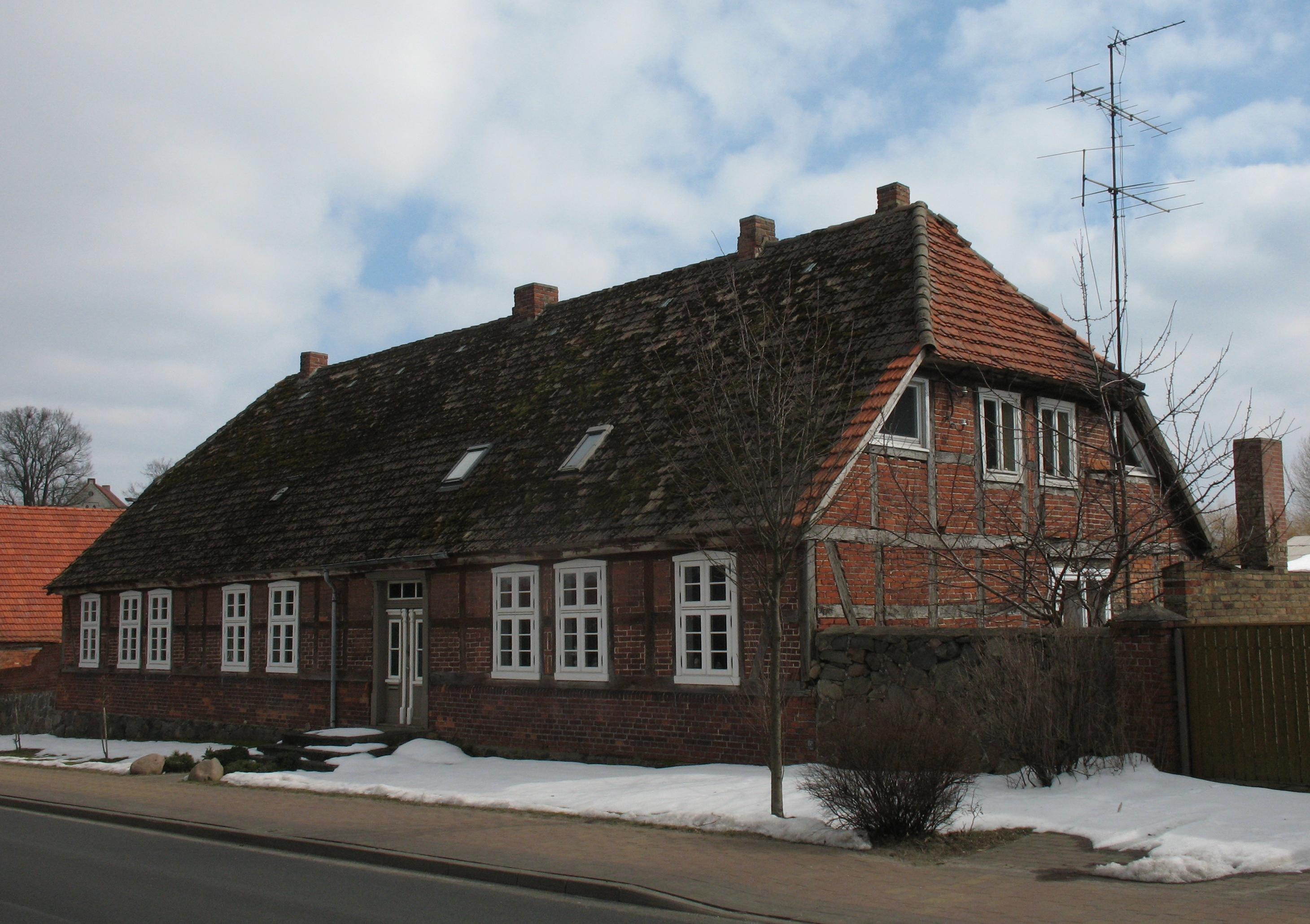
Dorfstr. 70
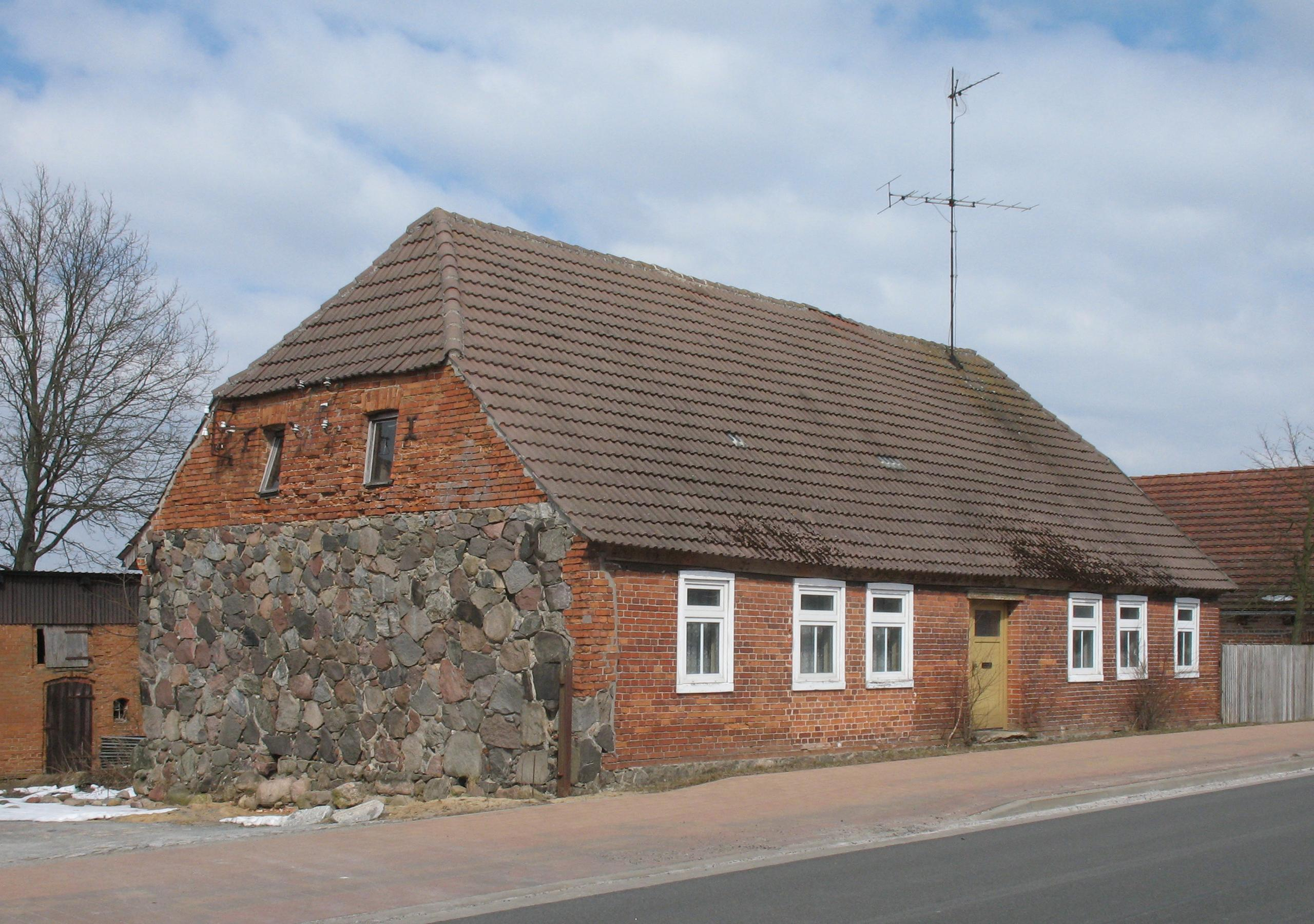
Dorfstr. 75
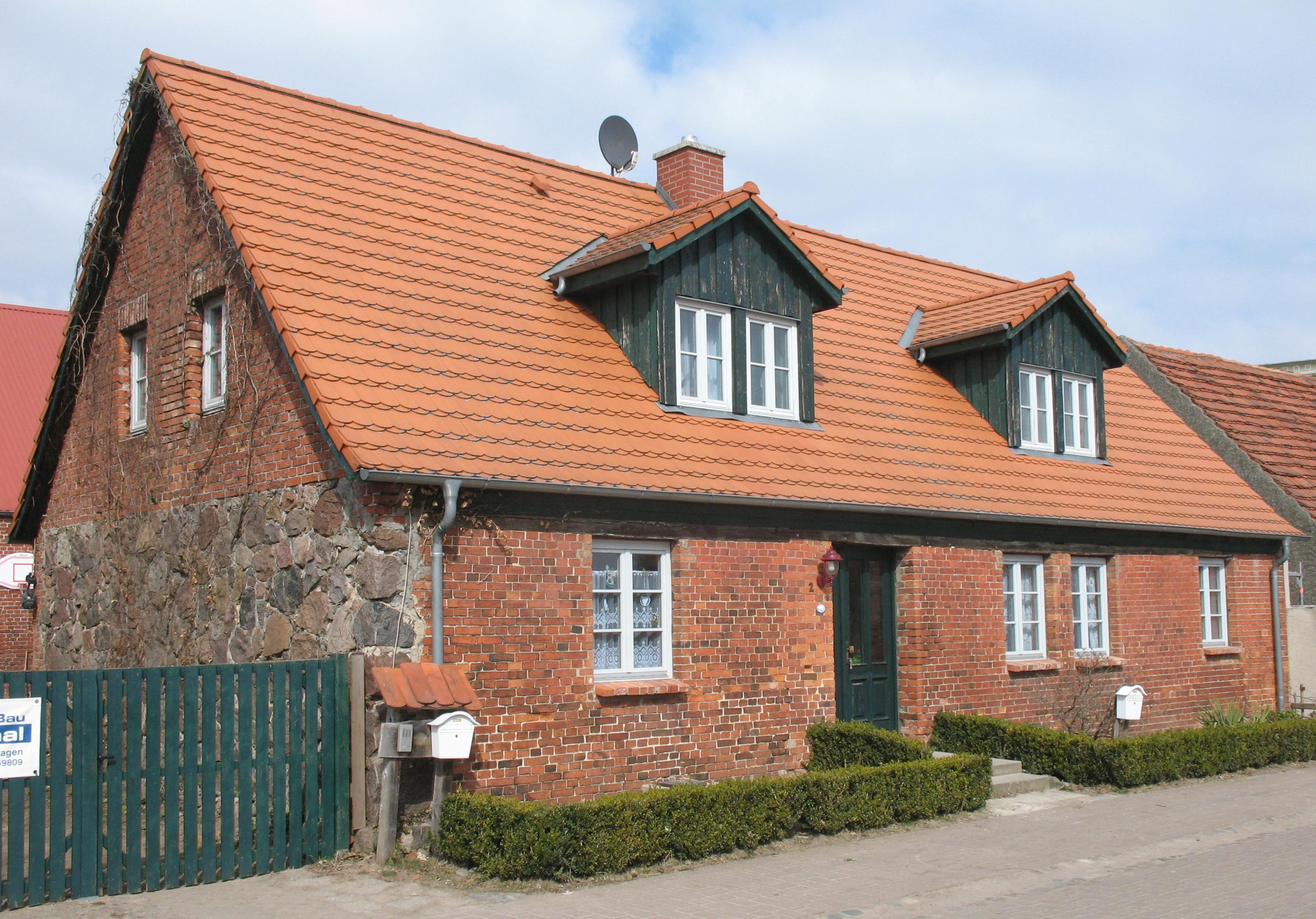
Diekstrat 2
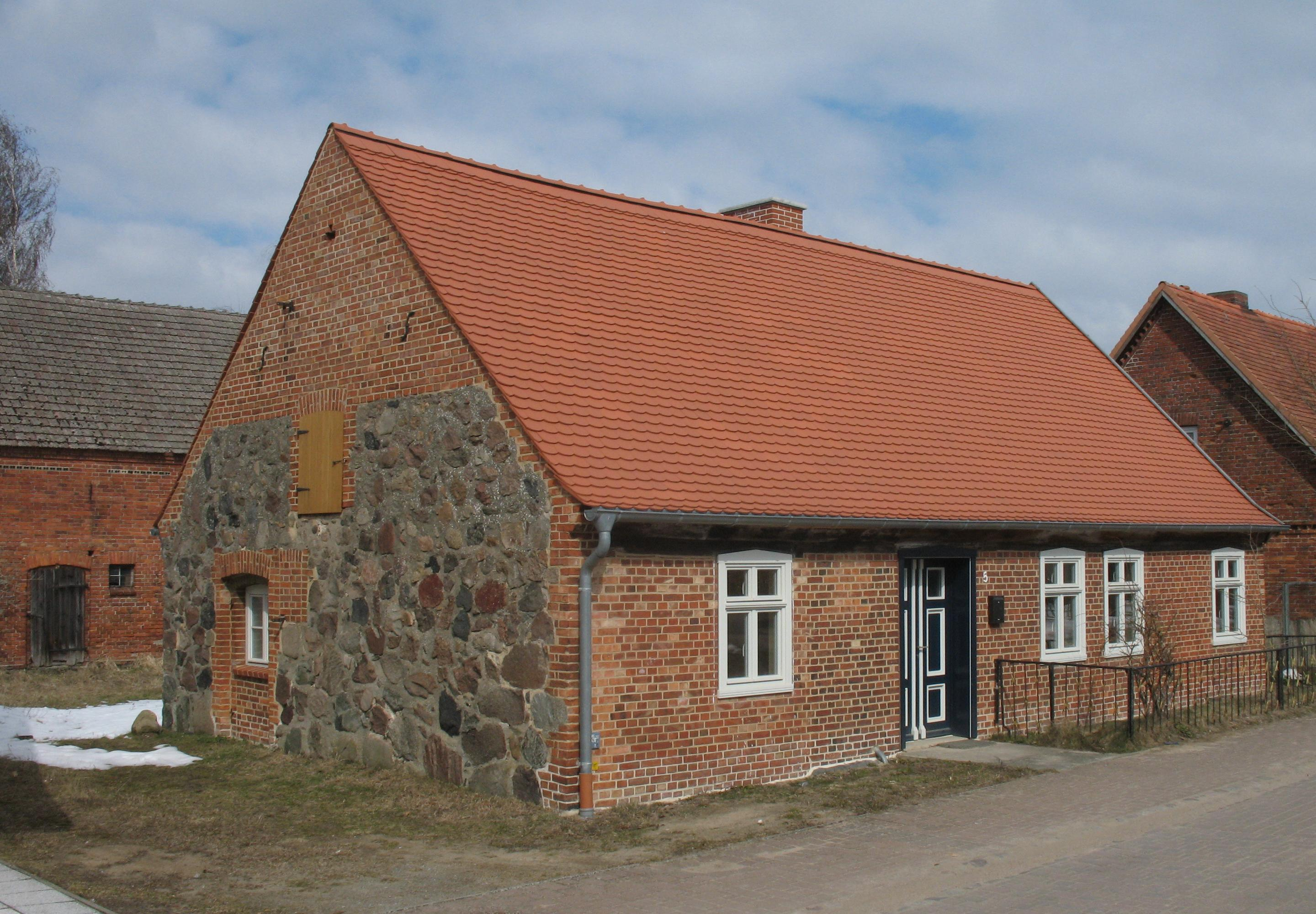
Diekstrat 5